# Corallinaceae
Famille
Les Corallinaceae (ou Corallinacées) sont une famille d'algues rouges de l'ordre des Corallinales.

## Étymologie
Le nom vient du genre type Corallina, dérivé du grec κοράλλι / korálli, corail, en raison de la ressemblance de l'algue (en forme et en couleur) avec son éponyme animal, le corail, nom vernaculaire d'animaux coloniaux invertébrés.

## Liste des sous-familles, tribus et genres
Selon AlgaeBase (1 juin 2013) :
- Alatocladia (Yendo) Johansen
- Amphiroa J.V.Lamouroux
- Arthrocardia Decaisne
- Bossiella P.C.Silva
- Calliarthron Manza
- Chiharaea Johansen
- Corallina Linnaeus
- tribu des Corallineae Areschoug
- sous-famille des Corallinoideae (Areschoug) Foslie
- Dermatolithon Foslie
- Ellisolandia K.R.Hind & G.W.Saunders
- Ezo Adey, Masaki & Akioka
- Fosliella M.A.Howe
- Goniolithon Foslie
- Heteroderma Foslie
- sous-famille des Hydrolithoideae A.Kato & M.Baba
- Hydrolithon (Foslie) Foslie
- Jania J.V.Lamouroux
- tribu des Janieae H.W.Johansen & P.C.Silva
- Johansenia k.Hind & G.W.Saunders
- Lesueuria Woelkerling & Ducker
- Litholepis Foslie
- sous-famille des Lithophylloideae Setchell
- Lithophyllum Philippi
- Lithoporella (Foslie) Foslie
- Lithothrix J.E.Gray
- Marginisporum (Yendo) Ganesan
- Masakiella Guiry & O.N.Selivanova
- Mastophora Decaisne
- sous-famille des Mastophoroideae Setchell
- sous-famille des Metagoniolithoideae H.W.Johansen
- Metagoniolithon Weber-van Bosse
- Metamastophora Setchell
- sous-famille des Neogoniolithoideae A.Kato & M.Baba
- Neogoniolithon Setchell & L.R.Mason
- Pachyarthron Manza
- Paraphyllum Me.Lemoine
- Paulsilvella Woelkerling, Sartoni & Boddi
- Plectoderma Reinsch
- Pneophyllum Kützing
- sous-famille des Porolithoideae A.Kato & Baba
- Porolithon Foslie
- Pseudogymnosolen Y.Z.Liang & R.C.Tsao
- Pseudolithophyllum Marie Lemoine
- Rhizolamiella Shevejko
- Serraticardia (Yendo) P.C.Silva
- Spongites Kützing
- Tenarea Bory de Saint-Vincent
- Titanoderma Nägeli

Selon ITIS (2 septembre 2015) :
- Amphiroa J. V. Lamour.
- Archaeolithothamnion
- Archeolithamnium Foslie, 1898
- Arthrocardia
- Bossiella P. C. Silva, 1957
- Calliarthron Manza, 1937
- Chiharaea Johansen, 1966
- Choreonema K. J. F. Schmitz, 1889
- Clathromorphum Foslie, 1898
- Corallina Linnaeus, 1759
- Cornicularia (Manza) V. J. Chapm. & P. G. Parkinson in V. J. Chapm.
- Dermatolithon Foslie, 1898
- Epilithon
- Fosliella Howe, 1920
- Goniolithon Foslie, 1898
- Haliptylon
- Heteroderma Foslie, 1909
- Hydrolithon (Foslie) Foslie
- Jania J. V. F. Lamouroux, 1812
- Litholepis Foslie, 1905
- Lithophyllum R. A. Philippi, 1837
- Lithoporella
- Lithothamnium R. A. Philippi
- Lithothrix J. E. Gray, 1867
- Melobesia J. V. F. Lamouroux, 1812
- Mesophyllum
- Neogoniolithon
- Neopolyporolithon
- Pachyarthron Manza, 1937
- Phymatolithon Foslie, 1898
- Pneophyllum Kuetzing, 1843
- Polyporolithon L. R. Mason, 1953
- Porolithon (Foslie) Foslie
- Pseudolithophyllum Pfender, 1936
- Serraticardia (Yendo) Silva, 1957
- Tenarea
- Titanophora (Agardh) Feldmann, 1942
- Yamadaia

Selon World Register of Marine Species (2 septembre 2015) :
- sous-famille Amphiroideae H.W. Johansen, 1969 (vide)
- sous-famille Corallinoideae (Areschoug) Foslie, 1908
  - tribu Corallineae
- Alatocladia (Yendo) Johansen, 1969
- Arthrocardia Decaisne, 1842
- Bossiella P.C.Silva, 1957
- Calliarthron Manza, 1937
- Chiharaea Johansen, 1966
- Corallina Linnaeus, 1758
- Cornicularia (A.V.Manza) V.J.Chapman & P.G.Parkinson, 1974
- Ellisolandia K.R.Hind & G.W.Saunders, 2013
- Johansenia K.R.Hind & G.W.Saunders, 2013
- sous-famille Hydrolithoideae
- Hydrolithon (Foslie) Foslie, 1909
- sous-famille Lithophylloideae Setchell, 1943
- Amphiroa J.V.Lamouroux, 1812
- Crodelia Heydrich, 1911
- Ezo Adey, Masaki & Akioka, 1974
- Lithophyllum Philippi, 1837
- Lithothrix J.E.Gray, 1867
- Paulsilvella Woelkerling, Sartoni & Boddi, 2002
- Titanoderma Nägeli, 1858
- sous-famille Mastophoroideae Setchell, 1943
- Lesueuria Woelkerling & Ducker, 1987
- Lithoporella (Foslie) Foslie, 1909
- Mastophora Decaisne, 1842
- Metamastophora Setchell, 1943
- Pneophyllum Kützing, 1843
- Spongites Kützing, 1841
- sous-famille Metagoniolithoideae H.W. Johansen, 1969
- Metagoniolithon Weber-van Bosse, 1904
- sous-famille Neogoniolithoideae
- Neogoniolithon Setchell & L.R.Mason, 1943
- sous-famille Porolithoideae
- Porolithon Foslie, 1909
- Duthiophycus Tandy, 1938
- Fosliella M.A.Howe, 1920
- Heteroderma Foslie, 1909
- Lithothamniscum Rothpletz, 1891
- Multisiphonia R.-C.Tsao & Y.-C.Liang, 1974
- Neodasyporella Endo, 1969
- Paracolonnella Y.Z.Liang & R.C.Tsao, 1974
- Paraconophyton Y.Z.Liang & R.C.Tsao, 1974
- Paragoniolithon W.H.Adey, Townsend & Boykins, 1982
- Paraphyllum Me.Lemoine, 1970
- Pseudogymnosolen Y.Z.Liang & R.C.Tsao, 1974
- Pseudolithothamnium Pfender, 1937
- non-classé Janieae H.W. Johansen & P.C. Silva, 1978
- Jania J.V.Lamouroux, 1812

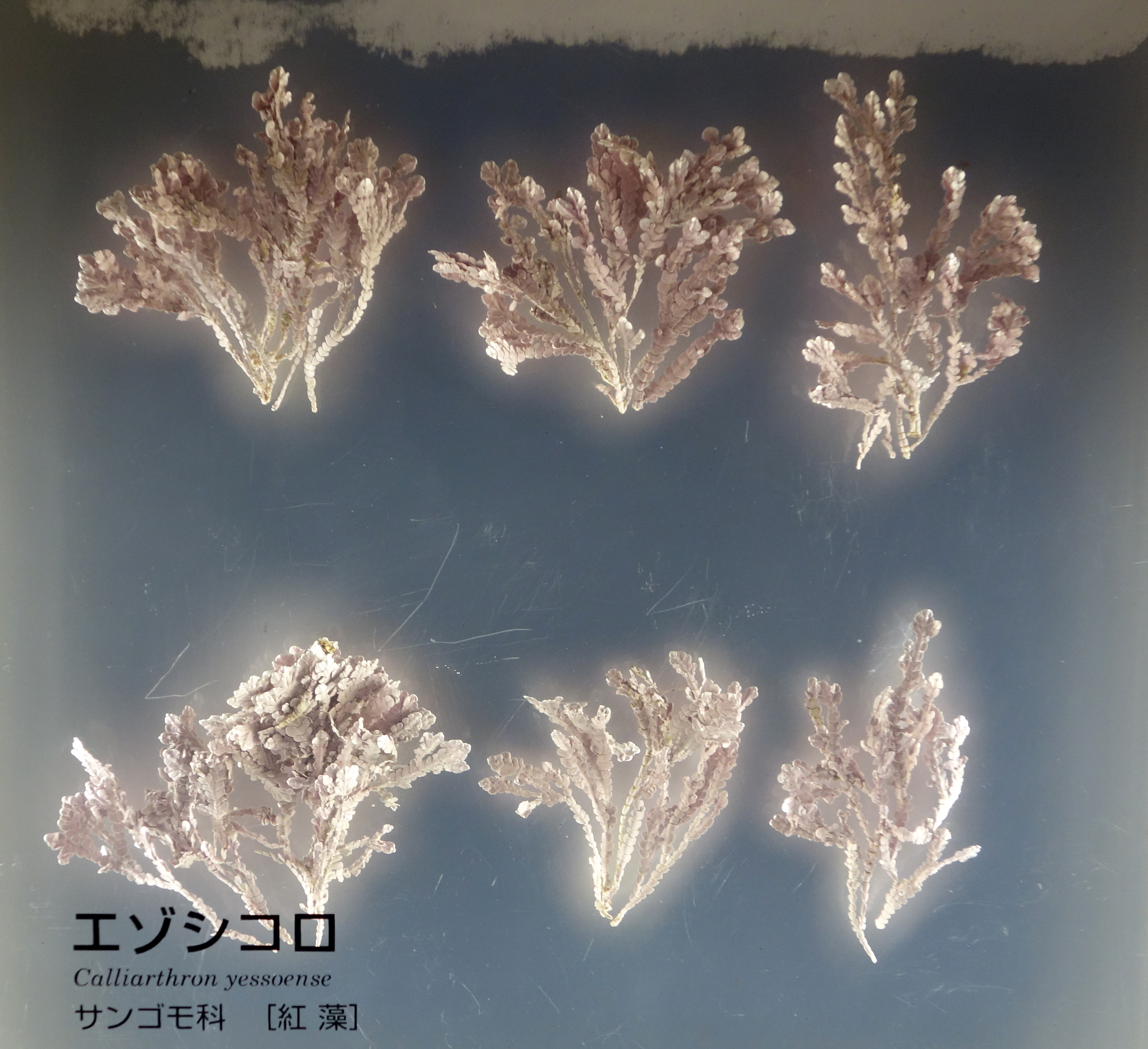
Alatocladia yessoensis
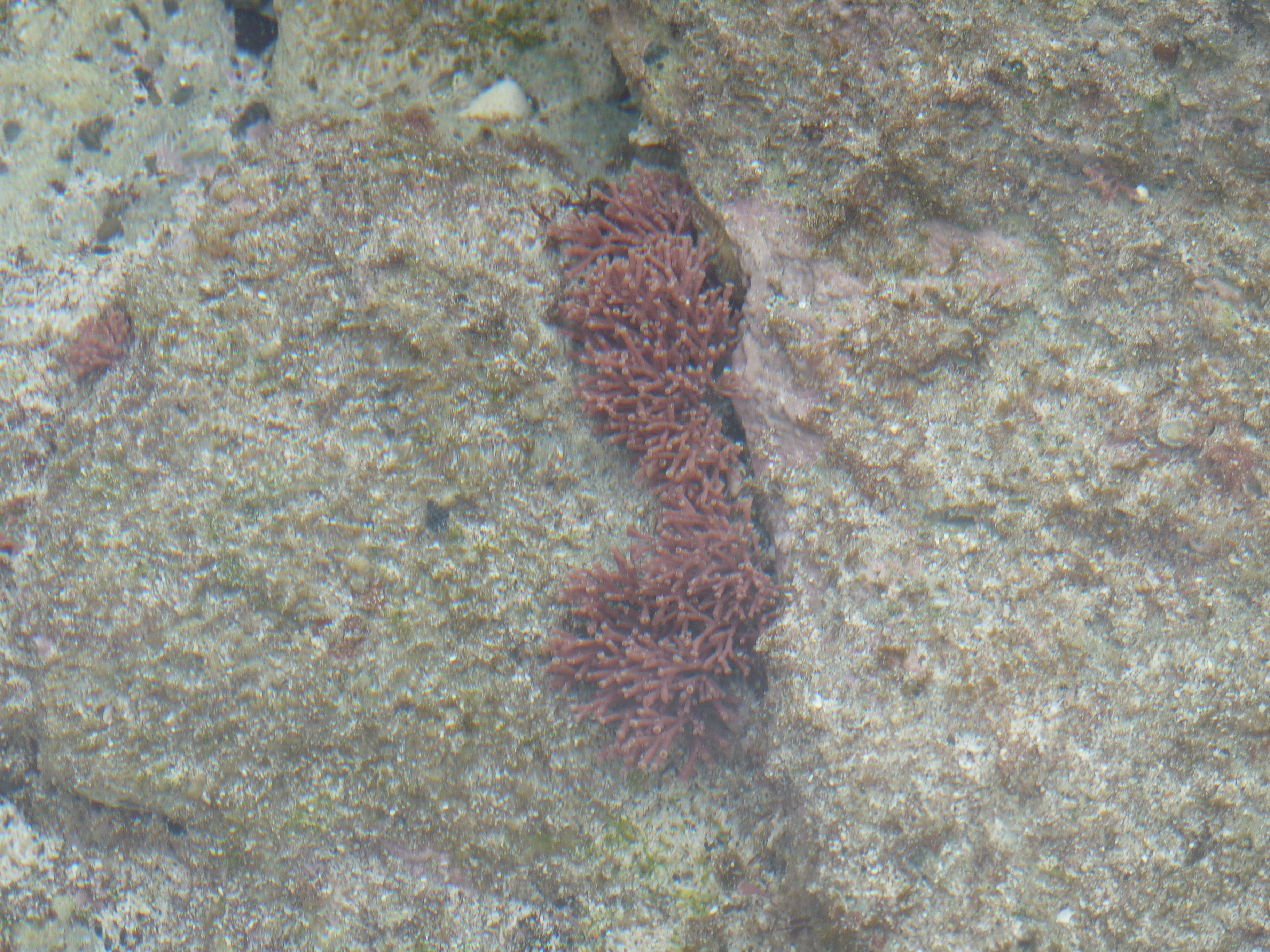
Amphiroa zonata
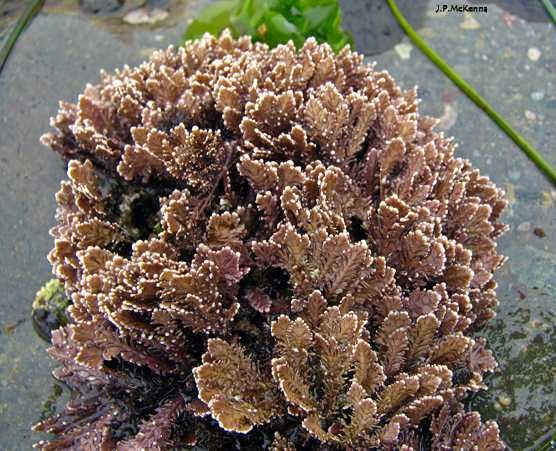
Corallina pinnatifolia
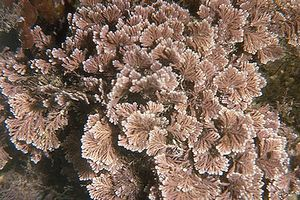
Corallina elongata
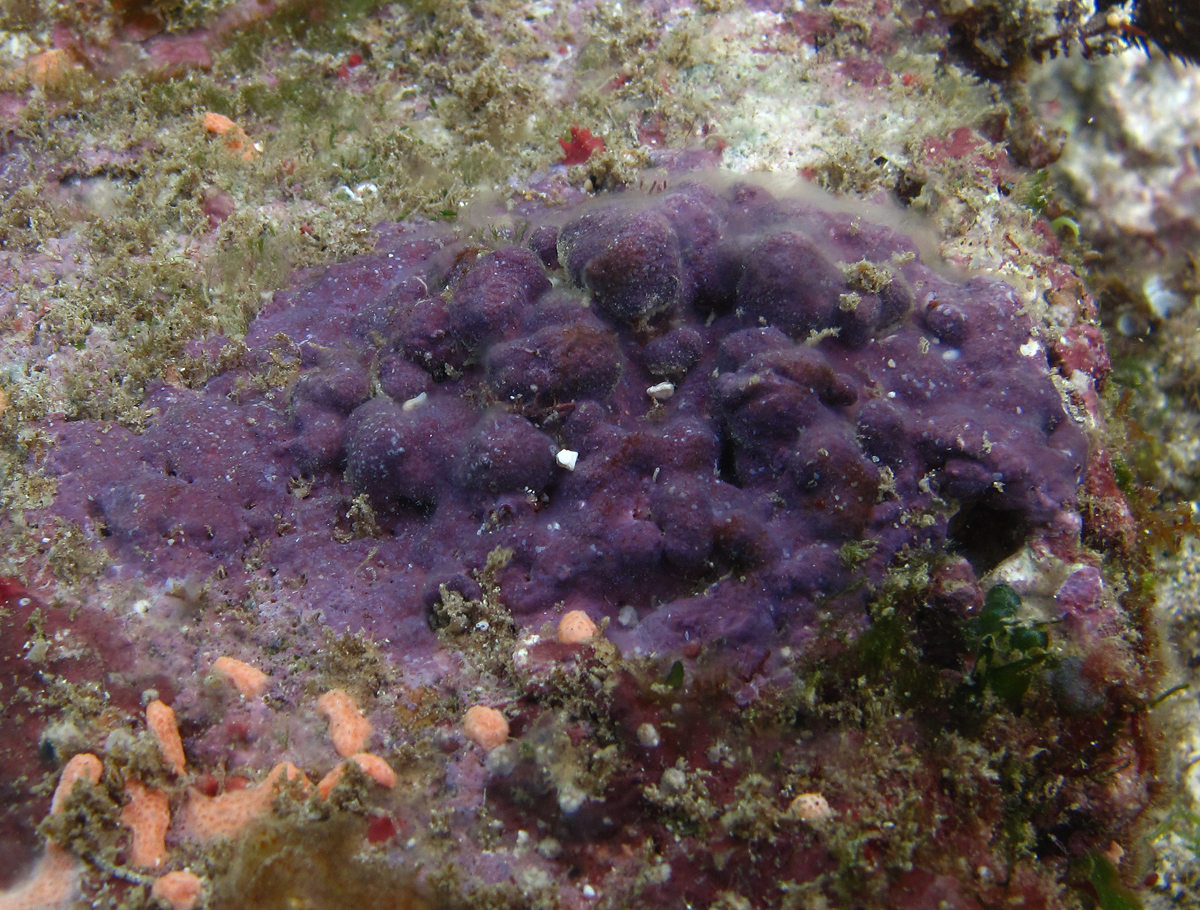
Hydrolithon sp.
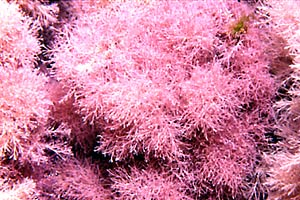
Jania rubens
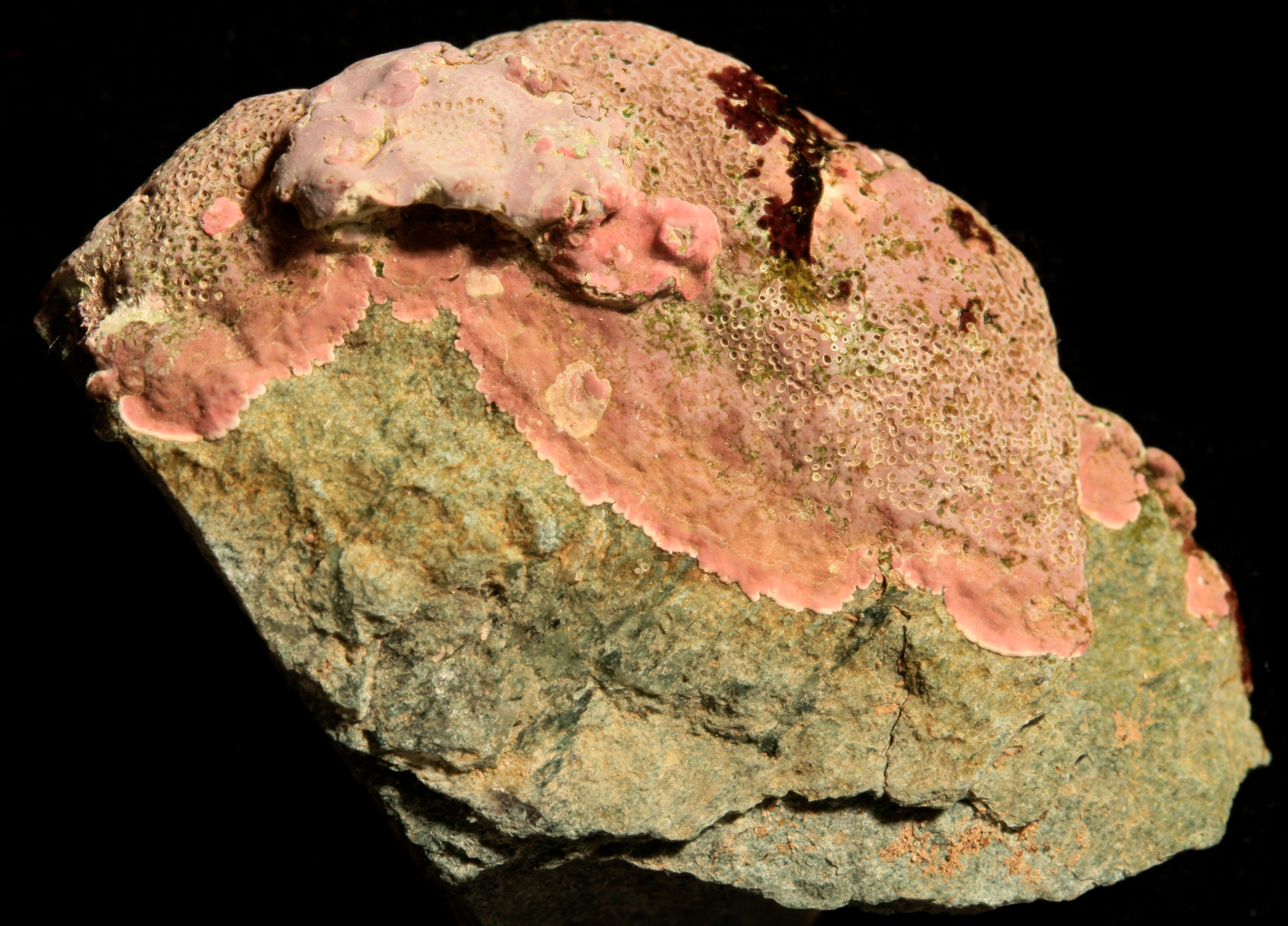
Lithophyllum orbiculatum
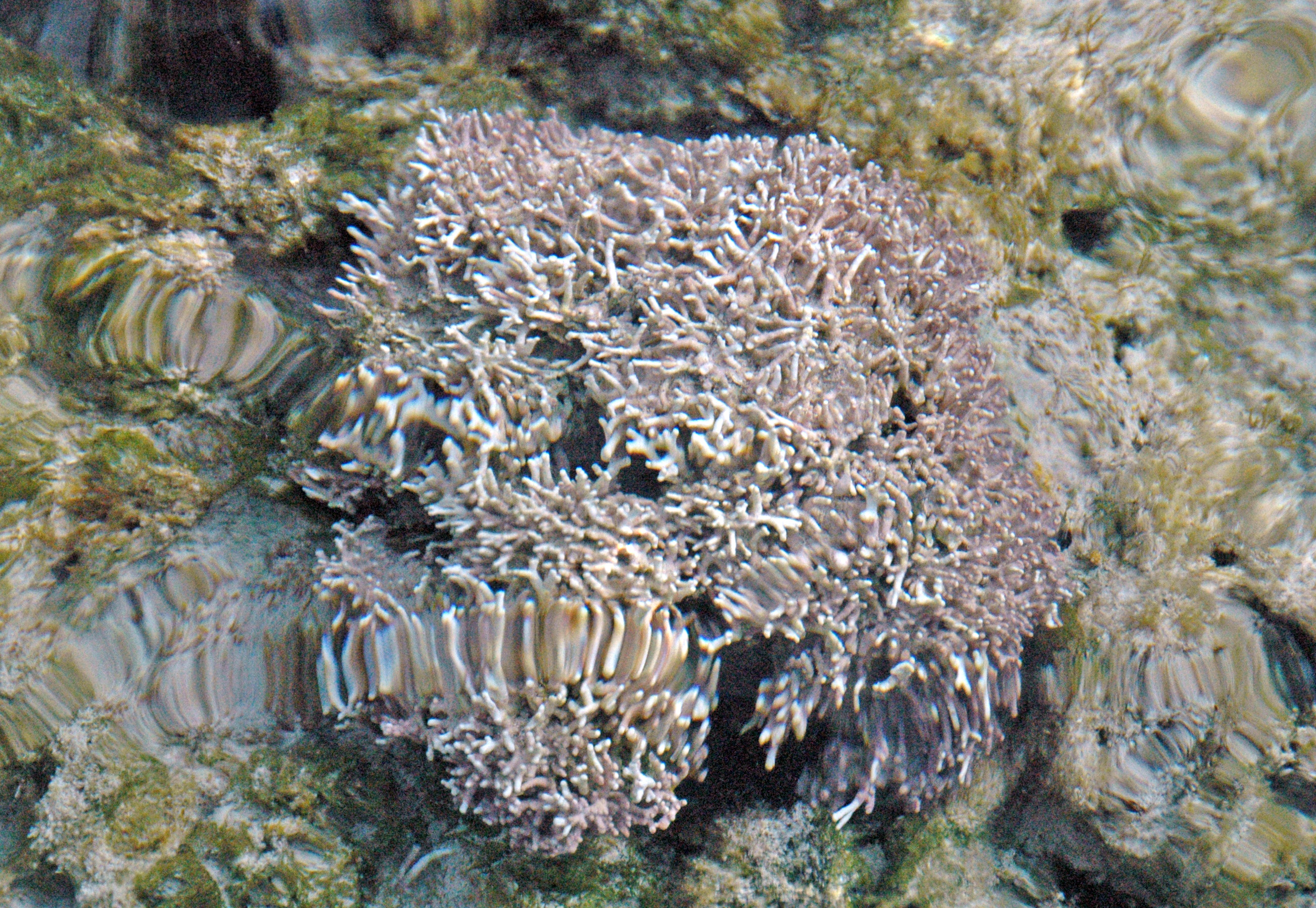
Neogoniolithon strictum
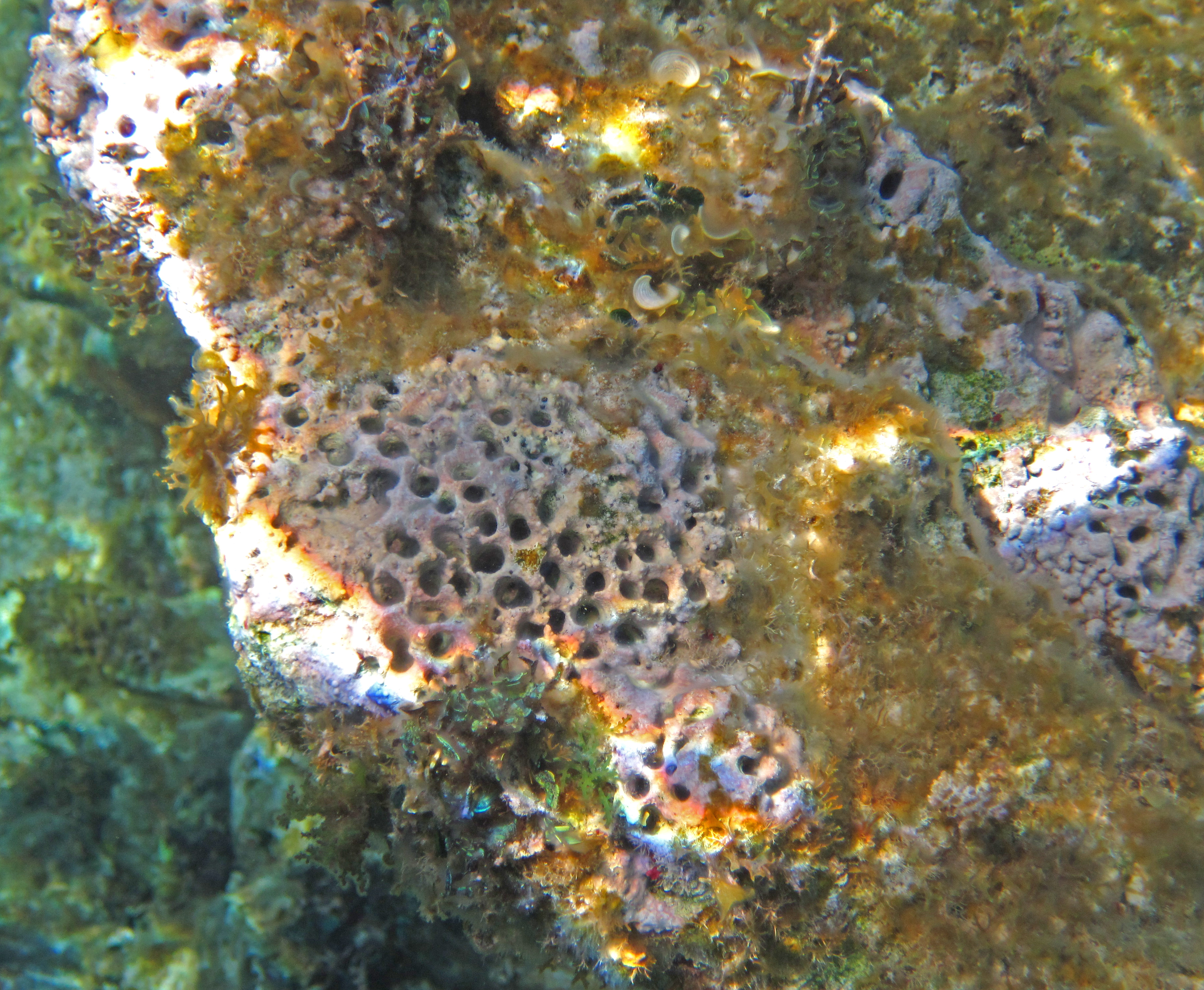
Porolithon pachydermum
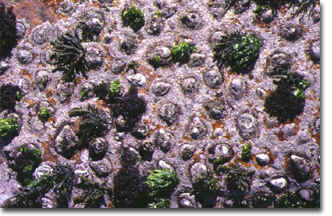
Spongites yendoi